# Community Shield 2009
Navigation
2008 2010
Le Community Shield 2009 est la quatre-vingt-septième édition de la Supercoupe d'Angleterre de football, épreuve qui oppose le champion d'Angleterre au vainqueur de la Coupe d'Angleterre. Disputée le 9 août 2009 au stade de Wembley à Londres, la rencontre est remportée par Chelsea aux dépens de Manchester United.

## Feuille de match
| 9 août 2009                        | Chelsea                    | 2-2                    | Manchester United       | Stade de Wembley, Londres                  |                                            |
|                                    | Carvalho 52e · Lampard 70e | (0-1)                  | 10e Nani · 90+2e Rooney | Spectateurs : 85 896 Arbitrage : Chris Foy | Spectateurs : 85 896 Arbitrage : Chris Foy |
| Lampard · Ballack · Drogba · Kalou | Tirs au but 4-1            | Giggs · Carrick · Évra |                         | Spectateurs : 85 896 Arbitrage : Chris Foy | Spectateurs : 85 896 Arbitrage : Chris Foy |

| Chelsea | Manchester United |

| Gardien de but  | 1  | Petr Čech          |     |     |
| D               | 2  | Branislav Ivanović | 13e | 46e |
| D               | 6  | Ricardo Carvalho   |     |     |
| D               | 26 | John Terry         |     |     |
| D               | 3  | Ashley Cole        |     |     |
| M               | 12 | John Obi Mikel     |     | 65e |
| M               | 5  | Michael Essien     |     |     |
| M               | 15 | Florent Malouda    |     | 78e |
| M               | 8  | Frank Lampard      |     |     |
| A               | 39 | Nicolas Anelka     |     | 84e |
| A               | 11 | Didier Drogba      |     |     |
| Remplaçants :   |    |                    |     |     |
| Gardien de but  | 40 | Henrique Hilário   |     |     |
| D               | 17 | José Bosingwa      |     | 46e |
| D               | 33 | Alex               |     |     |
| D               | 35 | Juliano Belletti   |     |     |
| M               | 13 | Michael Ballack    |     | 65e |
| M               | 20 | Deco               |     | 78e |
| A               | 21 | Salomon Kalou      |     | 84e |
| Entraîneur :    |    |                    |     |     |
| Carlo Ancelotti |    |                    |     |     |

| Gardien de but | 12 | Ben Foster       |     |     |
| D              | 22 | John O'Shea      |     | 75e |
| D              | 5  | Rio Ferdinand    |     |     |
| D              | 23 | Jonny Evans      |     |     |
| D              | 3  | Patrice Évra     | 80e |     |
| M              | 17 | Nani             |     | 63e |
| M              | 24 | Darren Fletcher  |     | 75e |
| M              | 16 | Michael Carrick  |     |     |
| M              | 13 | Park Ji-sung     |     | 75e |
| A              | 10 | Wayne Rooney     |     |     |
| A              | 9  | Dimitar Berbatov | 4e  | 75e |
| Remplaçants :  |    |                  |     |     |
| Gardien de but | 29 | Tomasz Kuszczak  |     |     |
| D              | 20 | Fábio            |     | 75e |
| M              | 11 | Ryan Giggs       |     | 75e |
| M              | 18 | Paul Scholes     |     | 75e |
| M              | 25 | Antonio Valencia |     | 63e |
| M              | 28 | Darron Gibson    |     |     |
| A              | 7  | Michael Owen     | 86e | 75e |
| Entraîneur :   |    |                  |     |     |
| Alex Ferguson  |    |                  |     |     |